# Georges Valois
Georges Valois (egentligen Alfred-Georges Gressent), född 7 oktober 1878, död 18 februari 1945, var en fransk journalist och politiker. Hans åsikter pendlade mellan extrem vänster och extrem höger.
Valois började sin karriär på den anarkistiska tidningen L'Humanité Nouvelle och blev sedan syndikalisten Georges Sorels adept. I sin kamp mot kapitalismen anslöt han sig senare till den högerextrema och nationalistiska rörelsen Action française och dess ledare Charles Maurras och bytte därmed politisk sida. 1925 bildade han tillsammans med två förmögna affärsmän det första franska fascistpartiet Le Faisceau. Partiet upplöstes dock redan 1928.
Under 1930-talet återvände Valois till vänsterpolitiken och bildade det syndikalistiska partiet Parti républicain syndicaliste. Han engagerade sig även i franska motståndsrörelsen.